# ولدونا (کلرادو)
ولدونا (به انگلیسی: Weldona) یک منطقهٔ مسکونی در ایالات متحده آمریکا است که در شهرستان مورگان، کلرادو واقع شده‌است. ولدونا ۱٬۳۲۶ متر بالاتر از سطح دریا واقع شده‌است.